# A Nuevo México
"A Nuevo México" es un poema escrito por Luis Tafoya escrito en 1911. Fue declarado el poema oficial del estado de Nuevo México en el año 1991, según consta en los estatutos del estado en el título 12, artículo 3, sección 12-3-11.
A Nuevo México
por: Luis Tafoya
```
   Levanta, Nuevo México, esa abatida frente 
   que anubla los encantos de tu serena faz, 
   y alborozado acoge corona refulgente, 
   símbolo de gloria y de ventura y paz. 
    
   Después de tantos años de lucha y de porfía, 
   tu suerte se ha cambiado y ganas la victoria, 
   llegando a ver por fin el venturoso día 
   que es colmo de tu dicha y fuente de tu gloria. 
  
   Has sido un gran imperio, colmado de riqueza, 
   y grandes contratiempos tuviste que sufrir, 
   mas ahora triunfo pleno alcanza tu entereza, 
   y el premio a tu constancia pudiste conseguir. 
   
   Tu pueblo por tres siglos aislado y solitario, 
   de nadie tuvo ayuda, de nadie protección, 
   luchó por su existencia osado y temerario, 
   sellando con su sangre dominio y posesión. 
    
   Tras tan heroico esfuerzo por fin has merecido 
   el bien que procurabas con insistencia tanta 
   de que en la Unión de Estados fueses admitido 
   con la soberanía que al hombre libre encanta. 
   
   Obstáculos y estorbos del todo desaparecen, 
   y entrada libre tienes a la gloriosa Unión, 
   en donde los ciudadanos prosperan y florecen, 
   con tantas garantías y tanta protección. 
   
   Por tan pasmosa dicha el parabien te damos, 
   a ti como a tus hijos, de honor tan señalado, 
   y que en tu nueva esfera de veras esperamos 
   que a fuer de gran imperio serás un gran estado.
```